# ピクニック (1955年の映画)
『ピクニック』（Picnic）は、1955年に製作・公開されたアメリカ合衆国の恋愛ドラマ映画。町に現れた1人のハンサムな男に心を揺さぶられる独身女性たちの描写が中心テーマとなっている。

## 概要
1953年にブロードウェイで初演され、ロングランを続け、ピュリッツァー賞を受賞したウィリアム・インジの戯曲『ピクニック』の映画化。舞台演出もしたジョシュア・ローガンが監督、ウィリアム・ホールデンとキム・ノヴァクが主演した。
テクニカラー、シネマスコープ作品として撮影されている。

## ストーリー
9月の第1月曜日―労働祭休日の朝、ハル・カーターという若者がカンザスの小さな町サリンソン（注：モデルの町はカンザス州のサライナ及びハッチンソン）で有蓋貨車から降り立つ。無一文で空腹のハルは、線路近くにある、未亡人で老母と2人暮らしのヘレン・ポッツの家で庭の片付けの仕事をすることにより朝飯にありつく。上半身裸で仕事をする姿が、庭続きの隣のオウェンズ家から見える。
オウェンズ家では、夫が出奔したことから離婚した母フロー、19歳の姉娘マッジ、高校3年生の妹娘ミリー、下宿人の中年高校教師ローズマリー・シドニーの4人暮らしだ。本好きで賢くはあるが外見が地味なミリーは、町の皆が姉マッジの美貌を褒めそやすので不貞腐れ気味で、母に隠れて煙草を吸ったりしている。姉妹の間では口喧嘩が絶えない。ミリーは既に大学4年間分の奨学金を確保しており、将来の夢はニューヨークで作家になることだ。勉強の出来るミリーは、マッジとの口喧嘩で、マッジは高校時代は劣等生で辛うじて卒業出来た口で、だからマッジは安雑貨店の売り子になるしかなかったなどと言う。マッジはその美貌にも拘わらず、思い上がっている感じではなく、自己肯定感はどちらかと言うと低いのではないかと思わせる。
ハルは大学の同じ友愛会の仲間、アラン・ベンソンを頼って町に来たところ、父親が穀物倉庫業を手広く経営するアランは歓迎してくれ、倉庫作業員の仕事ではあるが、ハルを採用するように父親に言うと言ってくれる。ハルは大学のフットボールの花形選手だったのだが、学業不良により3年生の時に中退しており、その後は職を転々としていた。マッジはアランと交際中で、母フローは娘が玉の輿に乗ることを強く期待しているが、マッジは格差婚に躊躇っている。フローはマッジに、祖父（フローの父）は州議会議員だったことから格差など無いと鼓舞し、アランとの仲が「深まる」ことを期待する態度をあからさまに見せる。一方、アランの父親はこの格差婚を歓迎していない様子である。
夏休みの最後の一夜を楽しむための、商工会議所主催の町中総出のお祭り（ピクニック）が恒例となっている。マッジはアランと（フローとヘレン・ポッツも同乗）、ローズマリーは川を挟んだ隣町で雑貨・学用品店を経営する中年独身男のハワード・ベヴィンスと、ハルもアランから自動車を借りてミリーと一緒に会場に向かう。町が属する郡は禁酒であるにも拘わらず、酒好きのハワードはウィスキーの瓶を忍ばせて来る。お祭りでは、のど自慢大会、各種ゲーム・競技などが行われ、大いに盛り上がる。
そして20時30分になると、マッジがその年の「ニーウォラ」（Neewollah: ハロウイーンHalloweenを逆から綴ったもの）の女王に選出されたことが発表され、王冠とケープをまとったマッジが白鳥のボートに乗って現れる。ニーウォラは10月31日（ハロウイーンの日）に開催されるカンザス州内特有のお祭りで、その日にマッジは女王を務めることとなる。ミリーによると、マッジは前年にも、次点に終わったとはいえ多くの票を集めており、この年の選出は既定路線だった。事前にほぼ分っていたとはいえ、フローやヘレン、アランは大喜びである。
女王発表後も楽団による演奏は続き、普段は厳格なローズマリーもウィスキーのお陰で陽気になりダンスを始めるが、一方、ミリーは踊り方を知らない。見かねたハルがミリーに対して踊って見せる。その後、ハルは近づいて来たマッジと「ムーン・グロウ」の曲に合わせて見事に踊る。悪酔いしたローズマリーがハルにしつこくからみ出した頃、ハルをマッジに取られた形となったことから自棄になってハワードのウィスキーを呷ったミリーが気持ち悪くなり大騒ぎとなる。ハワードによる懸命の弁護も空しく全てがハルのせいにされてしまい、アランにも非難され、ハルはその場から逃げ出す。
マッジはハルを追ってアランの車に行き、一緒に乗り込む。川沿いで、彼は少年時代にオートバイを盗んだ罪で少年院に送られ、自分の人生は全て失敗だったと彼女に話す。マッジの方から身を投げ出し、彼らはキスする。マッジの家の外まで戻り、2人は翌日の晩、彼女が仕事を終えた後に会うことを約束する。 
ハルは車を返すためアランの家に戻るが、アランは警察に通報し、車泥棒としてハルの逮捕を求めている。マッジの心がハルに傾いていることに気付いたアランにとって、ハルがいなくなることが一番なのだ。アランと警官2人を殴り倒したハルは車に乗ってアランの家から逃走し、その後を警官が追う。アランは「このまま逃げ切って欲しいぜ」と独り呟く。警官を撒いた後、ハルはハワードのアパートに現れ、そこで一晩過ごしたいと頼む。ハワードはハルの置かれた状況に同情するが、その日のお祭りの後、悪酔いして、ハルを一方的に非難するなど醜態を曝し自己嫌悪に陥ったローズマリーがハワードに結婚してくれるよう命令調で依頼してきたため、ハワード自身も悩みを抱えている。ローズマリーは明らかに婚期を逃していたにも拘わらず、それまでハワードに対して高飛車で、丁寧に接してこなかったからである。ハワードはその時、ローズマリーの前で「自分と結婚しろと命令してくる女と結婚するなんて・・・」と呟いていた。
翌朝、ハワードはオウェンズ家を訪れ、ローズマリーに結婚については少し待ちたいと伝える積りだったのだが、ローズマリーは彼の姿を見た途端、彼が彼女を連れに来たのだと思って舞い上がってしまう。そして、人の好い彼は無言で彼女の誤解に調子を合わせてしまう。ハワードは家の階段でマッジとすれ違う時、ハルが自分の車の後部座席に隠れていると彼女に告げる。ミリーとヘレンや近所の子供らが大喜びでハワードの車を「新婚」と飾り付ける前に、ハルは車から抜け出す。
ハワードとローズマリーがその場で決めた新婚旅行でミズーリ州のオザーク高原へ向けて車で発つ中、ハルとマッジは家の裏の小屋の前で会う。彼は彼女に愛していると告げ、タルサ（注：オクラホマ州）に来て欲しい、そこで結婚出来るし、以前そうしていたようにベルボーイやエレベーター係としてメイヨー・ホテル（注：実在する）で住み込み用の部屋付きで働けるからと頼む。フローは2人を見つけ、警察に通報すると脅す。マッジとハルはキスをする。
ハルはマッジに「君は僕を愛しているんだ！君もそのことを分かっている筈だ！」と叫び、通り過ぎる貨物列車に飛び乗る。オウェンズ家の2階の部屋では、ミリーがマッジに「人生で1度ぐらいは何か思い切ったことをしなよ！」と強く言い、ハルのところに行くように言う。マッジは小さなスーツケースに荷物を詰め、一時の感情に身を委ねる愚かさを強く諫める母親の涙をよそに、晴れやかな表情でタルサ行きの長距離バスに乗り込む。ミリーはそれを満足気に見つめ、手を振って見送る。

## キャスト
| 役名                                                           | 俳優                     | 日本語吹替                                                                                                |
| 役名                                                           | 俳優                     | NETテレビ版                                                                                               |
| -------------------------------------------------------------- | ------------------------ | --- |
| ハル・カーター                                                 | ウィリアム・ホールデン   | 近藤洋介                                                                                                  |
| マッジ・オウェンズ                                             | キム・ノヴァク           | 真山知子                                                                                                  |
| ミリー（マッジの妹）                                           | スーザン・ストラスバーグ | 二木てるみ                                                                                                |
| ローズマリー・シドニー                                         | ロザリンド・ラッセル     | 初井言榮                                                                                                  |
| フロー（マッジの母）                                           | ベティ・フィールド       | 寺島信子                                                                                                  |
| ハワード・ベヴィンス                                           | アーサー・オコンネル     | 河村弘二                                                                                                  |
| ヘレン・ポッツ                                                 | ヴァーナ・フェルトン     | 稲葉まつ子                                                                                                |
| アラン・ベンソン                                               | クリフ・ロバートソン     | 原田一夫                                                                                                  |
| アランの父                                                     | レイモンド・ベイリー     | |
| ボマー（新聞配達の若者）                                       | ニック・アダムズ         | |
| クリスティーン・ショウエンウォルダー（ローズマリーの同僚教師） | エリザベス・ウィルソン   | |
| アーマ・クロンカイト（ローズマリーの同僚教師）                 | リータ・ショー           | |
| フアニータ・バジャー（湖でハルに見とれる女性）                 | フィリス・ニューマン     | |
| 不明 その他                                                    |                          | 森功至 杉田俊也 西口紀代子 納谷六朗 中島喜美栄 沢田敏子 和田文夫 遠藤晴 寺島幹夫 村松康雄 石井敏郎 国坂伸 |
|                                                                |                          | |
| 演出                                                           | 演出                     | 小林守夫                                                                                                  |
| 翻訳                                                           | 翻訳                     | 森田瑠美                                                                                                  |
| 効果                                                           | 効果                     | 芦田公雄/熊耳勉                                                                                           |
| 調整                                                           | 調整                     | 前田仁信                                                                                                  |
| 制作                                                           | 制作                     | 東北新社                                                                                                  |
| 解説                                                           | 解説                     | 淀川長治                                                                                                  |
| 初回放送                                                       | 初回放送                 | 1970年8月16日 『日曜洋画劇場』                                                                            |

※1988年7月30日(土) テレビ朝日 『ウィークエンドシアター』にて再放送

## スタッフ
- 監督：ジョシュア・ローガン
- 製作：フレッド・コールマー
- 脚色：ダニエル・タラダッシュ
- 音楽：ジョージ・デューニング
- 撮影：ジェームズ・ウォン・ハウ
- 編集：チャールズ・ネルソン、ウィリアム・A・ライオン
- プロダクションデザイン：ジョー・ミールツィナー
- 美術：ウィリアム・フラネリー
- 装置：ロバート・プリーストリー
- 衣裳：ジャン・ルイ

## 映画賞受賞・ノミネーション
- 受賞
  - アカデミー美術賞（カラー）：ウィリアム・フラネリー、ジョー・ミールツィナー、ロバート・プリーストリー
  - アカデミー編集賞：チャールズ・ネルソン、ウィリアム・A・ライオン
  - ゴールデングローブ賞 監督賞：ジョシュア・ローガン
- ノミネーション
  - アカデミー作品賞：フレッド・コールマー
  - アカデミー監督賞：ジョシュア・ローガン
  - アカデミー助演男優賞：アーサー・オコンネル
  - アカデミー作曲賞（劇・喜劇映画）：ジョージ・デューニング
  - 英国アカデミー賞作品賞
  - 英国アカデミー賞海外男優賞：ウィリアム・ホールデン
  - 英国アカデミー賞海外女優賞：キム・ノヴァク

## サブリミナル広告の伝説
1957年の夏、市場調査員のジェームズ・ヴィカリーは、ニュージャージー州フォートリーの映画館で上映されていた本作のフィルムに、「コカ・コーラを飲め」「腹が減った?ポップコーンを食べよう」といった文字を3000分の1秒、5秒感覚で映し出すという実験を行った。これは人間が認識できる範囲を下回っているものだが、ヴィカリーによれば6週間に渡る実験期間で、コーラの売上は18.1％、ポップコーンの売上は57.8％も増えたという。
ヴィカリーは実験の後、1957年9月12日に「The Subliminal Projection Company」という会社を設立し、「サブリミナル広告」という言葉の生みの親とされる。この実験は「サブリミナル効果」というものを語る際、必ずと言っていいほど取り上げられるエピソードとなっているが、後に行われた再現実験では同様の効果は起こせず、実験自体が行われたのかも疑問視されている。今日ではこういったサブリミナル効果についてはほぼ否定されているが、後にサブリミナル広告は様々なところで禁止されるようになり、一般には広く信じ続けられている。

## その他
- 舞台となる町の名前「サリンソン」（Salinson）が判明するのは、終盤でフローが手にする自宅に配達された新聞の1面からである。
- 撮影の多くはカンザス州ハッチンソン（Hutchinson）で行われた。その他の撮影場所は次のとおり（全て同州内）。
- サライナ（Salina）：冒頭に貨車が到着する駅（建物の外壁に"SALINA SEED CO."の文字あり）、ベンソン邸
- ニッカーソン（Nickerson）：オウェンズ家、ポッツ家、最後にマッジがタルサ行きのバスに乗る停留所
- ハルステッド（Halstead）：お祭り（ピクニック）の会場
- スターリング（Sterling）：ハルとミリーが飛び込みを行う湖
- キム・ノヴァクが演じた、アルフレッド・ヒッチコック監督の映画『めまい』（1958年）に登場するデパート店員のジュディ・バートンはカンザス州サライナ出身という設定である。なお、『ピクニック』のマッジも小売店の店員という設定である。